# Kaibyō
Kaibyō (怪猫, gato extraño) son gatos sobrenaturales en el folclore japonés. Los ejemplos incluyen a bakeneko, un yōkai (o entidad sobrenatural) comúnmente caracterizado por tener la capacidad de cambiar de forma a humana; maneki-neko, generalmente representado como una estatuilla que a menudo se cree que trae buena suerte a su dueño; y nekomata, refiriéndose ya sea a un tipo de yōkai que vive en zonas montañosas o gatos domésticos que han envejecido y se han transformado en yōkai.
La razón por la que los gatos a menudo son representados como yōkai en la mitología japonesa se puede atribuir a muchas de sus características: por ejemplo, el iris de sus ojos cambia de forma dependiendo de la hora del día; su pelaje puede parecer causar chispas cuando se les acaricia (debido a la electricidad estática); a veces lamen sangre; pueden caminar sin hacer ruidos audibles; sus garras y dientes afilados; sus hábitos nocturnos; y su velocidad y agilidad.

## Tipos

### Baneko
El bakeneko (化け猫, "gato transformado") es un yōkai que aparece en leyendas de diversas partes de Japón. Sus características y habilidades varían, desde la capacidad de transformarse en humano, pronunciar palabras humanas, maldecir o poseer humanos, y manipular a los muertos, hasta usar una toalla o servilleta en la cabeza y bailar.

### Maneki-neko
El maneki-neko (招き猫, literalmente "gato que hace señas"), o "gato de la suerte", se representa comúnmente como una figurita, que a menudo se cree que trae buena suerte a su dueño. Se suele representar como un bobtail japonés calicó sosteniendo una moneda koban, con una pata levantada en un gesto de señas japonés. Estas figuritas suelen exhibirse en tiendas, restaurantes, salones de pachinko, lavanderías, bares, casinos, hoteles, discotecas y otros negocios, generalmente cerca de la entrada.  

### Nekomata
El término nekomata (forma original: 猫また, formas posteriores: 猫又, 猫股, 猫胯) refiere ya sea a un tipo de gato yōkai que vive en zonas montañosas, o a gatos domésticos que han envejecido y se han transformado en yōkai.

## En el cine
Las películas de "gatos monstruosos" o "gatos fantasmas" ( kaibyō eiga o bake neko mono ) son un subgénero del cine de terror japonés que presenta a un kaibyō, derivado principalmente del repertorio del teatro kabuki. El subgénero ganó popularidad antes de la Segunda Guerra Mundial; su popularidad decayó después de la guerra, posiblemente porque el público japonés ya no creía ni temía a estas entidades. Sin embargo, el subgénero experimentó un resurgimiento en las décadas de 1950 y 1960 gracias a la aparición de la actriz Takako Irie en papeles de "gatos monstruosos". Entre las películas que presentan representaciones de kaibyō se incluyen:
- Arima Neko (1937)
- El gato fantasma y el misterioso shamisen (1938)
- El gato fantasma de Nabeshima (1949)
- El fantasma de la mansión Saga (1953)
- El gato fantasma del Palacio de Arima (1953)
- El gato fantasma de la agitación de Okazaki (1954)
- El gato fantasma de Ouma Crossing (1954)
- Gato fantasma de Gojusan-Tsugi (1956)
- El gato fantasma del pantano de Yonaki (1957)
- Muro de odio del gato fantasma (1958)
- La mansión del gato negro (1958)
- El gato fantasma del estanque de Otama (1960)
- Kuroneko (1968)
- El estanque maldito del gato fantasma (1968)
- La maldición de la mujer ciega (1970)
- Una casa de baños turca embrujada (1975)
- Casa (1977)